# Antrain
Antrain (en galó Antrein) era una comuna francesa situada en el departamento de Ille y Vilaine, de la región de Bretaña, que el 1 de enero de 2019 pasó a ser una comuna delegada y la sede de la comuna nueva de Val-Couesnon.

## Demografía
| 1 444 | 1 443 | 1 548 | 1 499 | 1 489 | 1 387 | 1 393 | 1 302 |
| Para los censos de 1962 a 1999 la población legal corresponde a la población sin duplicidades (Fuente: INSEE [Consultar]) |       |       |       |       |       |       |       |

## Lugares de interés
- Castillo de Bonnefontaine